# Мітельник сланкий
Мітельник сланкий, віниччя сланке як Kochia prostrata (Bassia prostrata) — вид рослин з родини амарантових (Amaranthaceae), поширений у Алжирі, Марокко, південній частині Європи, помірній Азії, Китаї й Пакистані.

## Опис
Напівчагарник 20–80 см заввишки. Деревне стебло зазвичай менше 10 см; однорічні гілки прості або розгалужені, не смугасті, злегка ребристі, густо світло-жовто-коричневі, легкі червонуваті, або сіро-біло-волосисті, густо біло-звивисто-волосисті чи майже оголені. Листки чергові, зазвичай скупчені на карликових, пахвових гілочках, сидячі, лінійні, 0.8–2 см × 1–1.5 мм, шовковисті на обох поверхнях, верхівки тупі або гострі; жилки неясні. Квітки двостатеві й жіночі, зазвичай 2 або 3 в клубочках, розташованих у колосках у верхній частині щорічних гілок. Оцвітина куляста, щільно шовковиста; сегменти яйцеподібні або довгасті, вигнуті, верхівки тупі; крилоподібні придатки з пурпурно-червоними або чорно-бурими жилками. Плоди (міхуроподібні сім'янки) стиснуто-кулясті; оплодень сіро-коричневий. Насіння чорно-коричневого кольору, субкулясте, ≈ 1.5 мм в діаметрі.

## Поширення
Поширений у Алжирі, Марокко, південній частині Європи, помірній Азії, Китаї й Пакистані; натуралізований у штаті Юта, США; культивується у США.
В Україні вид зростає на степових кам'янистих схилах, крейді, солонцях, солонцюватих степах, пісках — переважно в степовій зоні та Криму, частково в південних районах Лісостепу; в Закарпатті рідко.

## Галерея

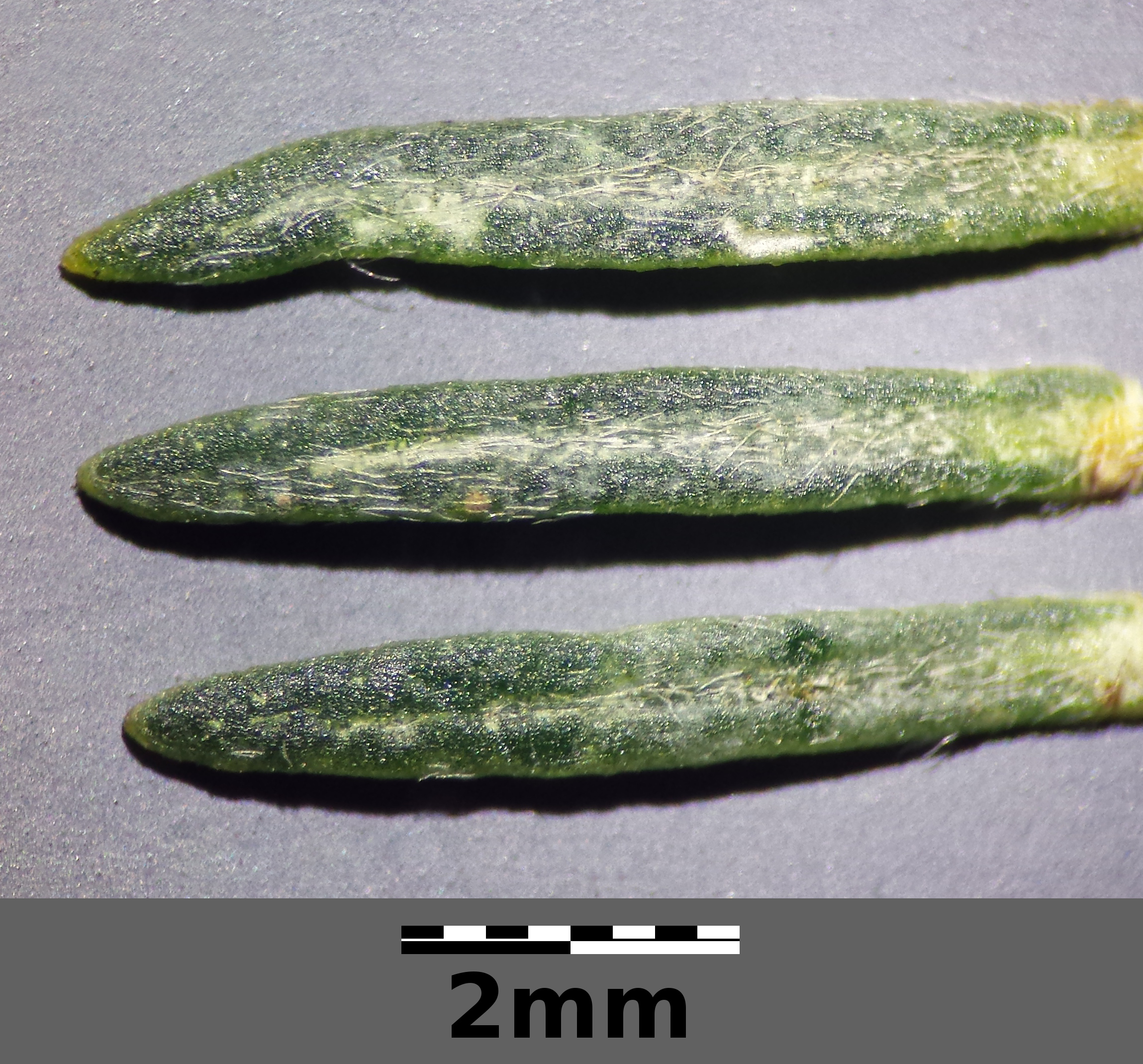
листя
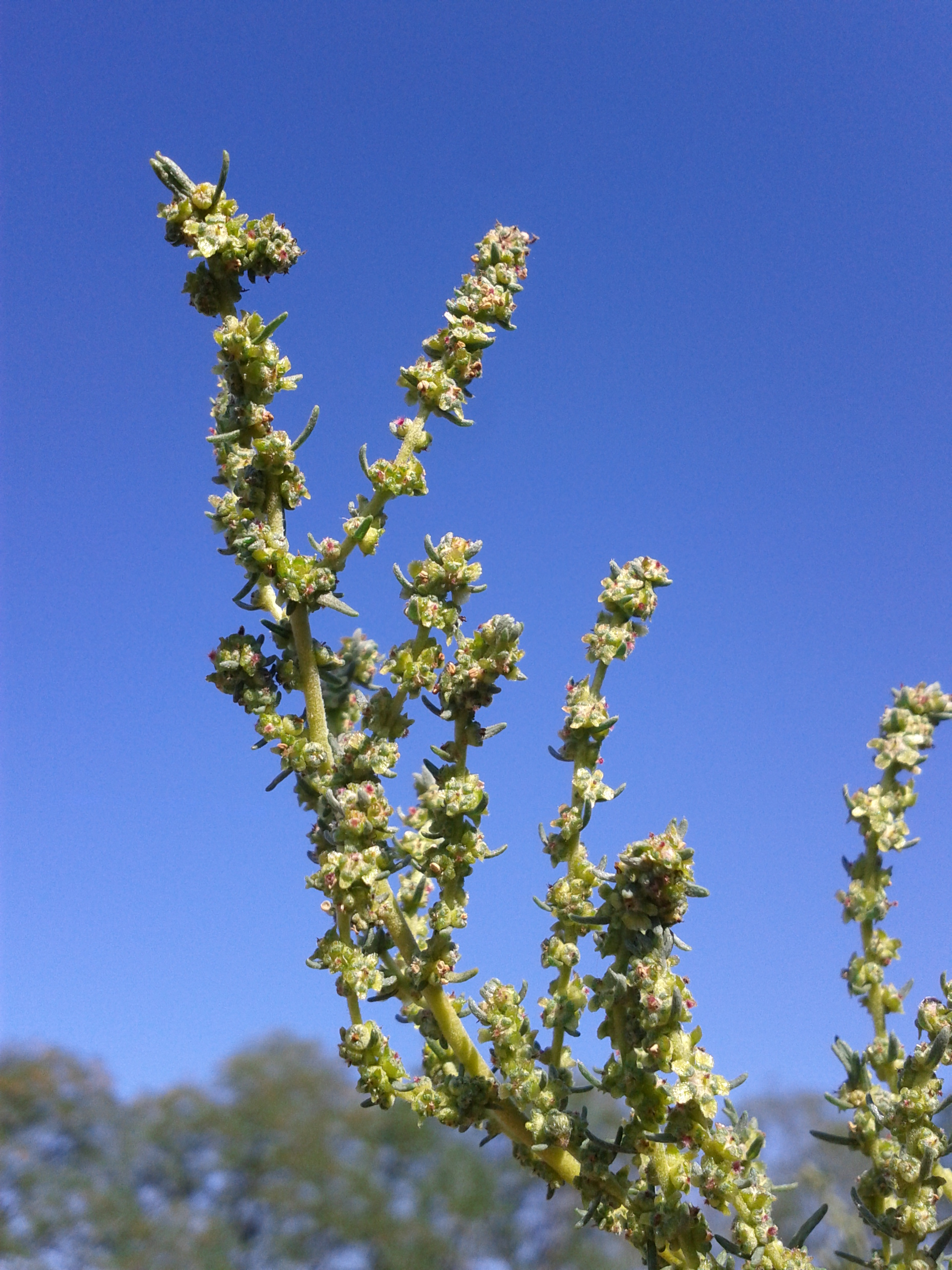
суцвіття
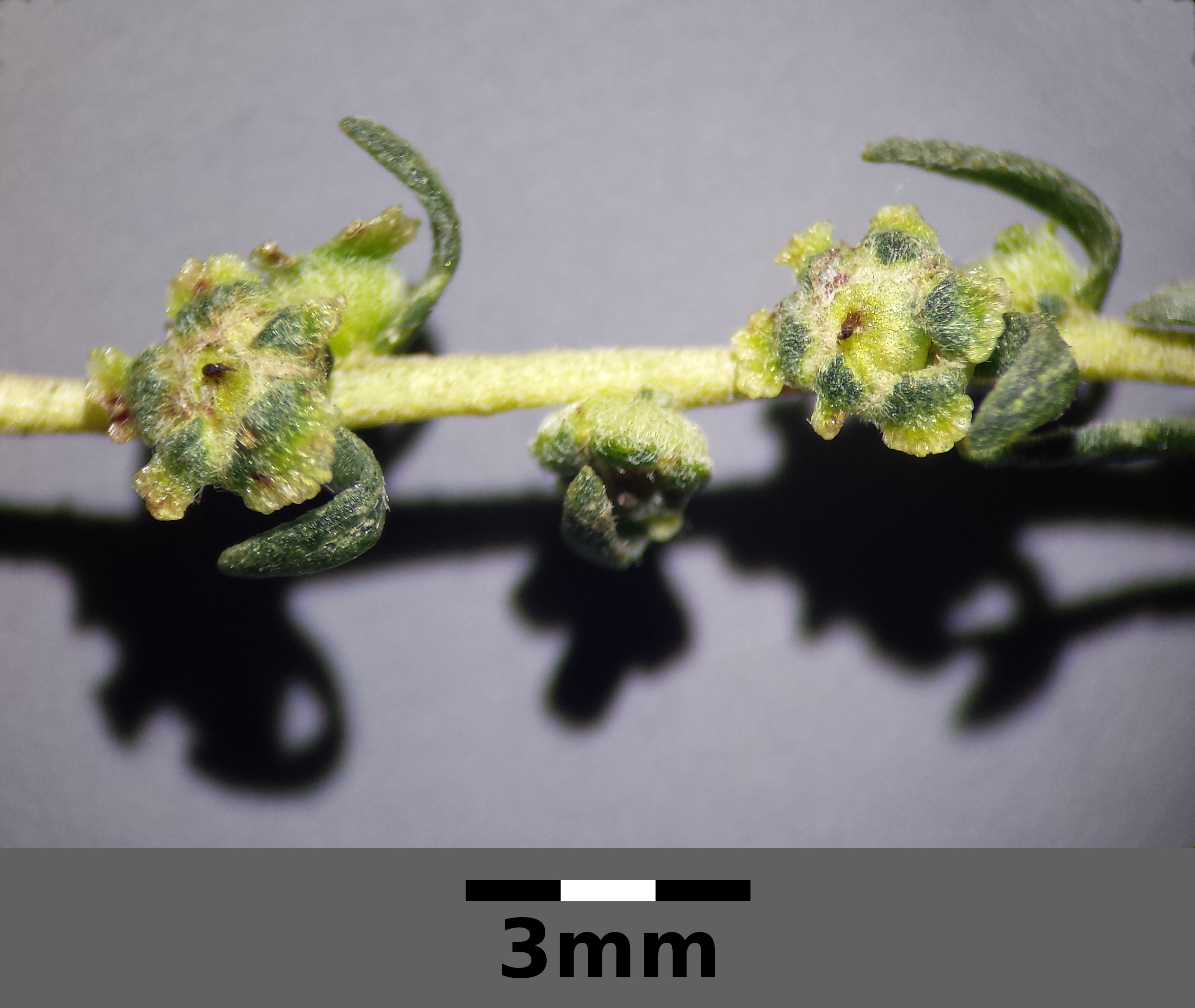
плоди